# Southwest City (Misuri)
Southwest City es un pueblo ubicado en el condado de McDonald en el estado estadounidense de Misuri. En el Censo de 2010 tenía una población de 970 habitantes y una densidad poblacional de 252,03 personas por km².

## Geografía
Southwest City se encuentra ubicado en las coordenadas 36°31′2″N 94°36′27″O / 36.51722, -94.60750. Según la Oficina del Censo de los Estados Unidos, Southwest City tiene una superficie total de 3.85 km², de la cual 3.79 km² corresponden a tierra firme y (1.55%) 0.06 km² es agua.

## Demografía
Según el censo de 2010, había 970 personas residiendo en Southwest City. La densidad de población era de 252,03 hab./km². De los 970 habitantes, Southwest City estaba compuesto por el 57.53% blancos, el 0.1% eran afroamericanos, el 3.71% eran amerindios, el 0.1% eran asiáticos, el 1.65% eran isleños del Pacífico, el 33.3% eran de otras razas y el 3.61% pertenecían a dos o más razas. Del total de la población el 50.82% eran hispanos o latinos de cualquier raza.